# Findlay (Illinois)
Findlay è un villaggio degli Stati Uniti d'America, situato nello Stato dell'Illinois, nella contea di Shelby.